# Kisapuisto
Le Kisapuisto est une patinoire située à Lappeenranta en Finlande. 

## Description
Elle ouvre en 1972.
La patinoire accueille notamment l'équipe de hockey sur glace du SaiPa de la Liiga. La patinoire a une capacité de 4 847 spectateurs.